# Gökçen Denkel
Gökçen Denkel est une joueuse turque de volley-ball née le 2 août 1985 à Istanbul. Elle mesure 1,93 m et joue au poste de centrale. Elle totalise 77 sélections en équipe de Turquie.

## Clubs
| Club                 | De        | À         |
| -------------------- | --------- | --------- |
| Eczacıbaşı İstanbul  | 1996-1997 | 2009-2010 |
| Galatasaray Istanbul | 2010-2011 | 2011-2012 |
| Fenerbahçe İstanbul  | 2012-2013 | 2014-2015 |
| Nilüfer Belediye     | 2015-2016 | 2015-2016 |
| İlbank Ankara        | 2016-2017 | …         |

## Palmarès
- Championnat de Turquie
  - Vainqueur : 2003, 2006, 2007, 2008, 2015.
  - Finaliste : 2014.
- Coupe de Turquie
  - Vainqueur : 2003, 2009, 2015.
  - Finaliste : 2014.
- Coupe de la CEV (1)
  - Vainqueur : 2014.
  - Finaliste :2012, 2013.
- Supercoupe de Turquie
  - Finaliste : 2014.